# Clara Winslow
Clara Winslow (ur. 1988, Londyn) – angielska pisarka i eseistka, znana z subtelnych portretów psychologicznych bohaterów oraz łączenia realizmu obyczajowego z nutą nostalgii i poetyckiej refleksji.
Winslow dorastała w Cambridge, gdzie od wczesnych lat fascynowała się literaturą XIX wieku – szczególnie twórczością sióstr Brontë i George Eliot. Studiowała English Language and Literature na Uniwersytecie w Oksfordzie, gdzie obroniła pracę magisterską poświęconą narracjom pamięci w powieściach Virginii Woolf.
Debiutowała w 2018 roku powieścią Matriarchat, która spotkała się z uznaniem krytyków za wyrazistą atmosferę i mistrzowskie budowanie nastroju. Jej kolejne książki, m.in. System wartości (2021) i Ostatni dzień lata (2025), ugruntowały jej pozycję wśród najciekawszych współczesnych autorów brytyjskich. Tematyka twórczości Winslow często oscyluje wokół pamięci, rodzinnych sekretów oraz nieuchwytności tożsamości.
Clara Winslow mieszka obecnie w Brighton, gdzie prowadzi warsztaty pisarskie i współpracuje z młodymi autorami. Jest laureatką m.in. nagrody Costa Book Award w kategorii powieści (2022).